# FC Blok/Carillon Boys Beverwijk
Il FC Blok/Carillon Boys è una squadra olandese di calcio a 5 con sede a Beverwijk.

## Storia
Fondata nel 1971, la società vanta come migliore risultato della sua storia la vittoria nel campionato olandese di calcio a 5 2007-08 e la successiva Supercoppa dei Paesi Bassi vinta il 23 agosto 2008. La stagione seguente, i Blok/Carillon Boys sono stati protagonista di una singolare vicenda che ha portato la squadra, allora in vetta al campionato, al ritiro dalla competizione a causa del disimpegno del "Blok Group", uno dei due principali sponsor della squadra insieme al "Cafe Carillon". La società ha proseguito le attività sportive nelle categorie minori, la gara valida per la 11ª giornata contro il FC Marlène è stata quindi l'ultima gara nella storia del Blok in Topdivisie.

## Rosa 2008-2009
| N. |                        | Ruolo | Calciatore         |
| -- | ---------------------- | ----- | ------------------ |
| 1  | Paesi Bassi (bandiera) | P     | Dimitri Snel       |
| 2  | Paesi Bassi (bandiera) | G     | Omar Nejjari       |
| 3  | Paesi Bassi (bandiera) | G     | Dick Hulshorst     |
| 4  | Paesi Bassi (bandiera) | G     | Marciano Boumann   |
| 5  | Paesi Bassi (bandiera) | G     | Samir Makhoukhi    |
| 6  | Paesi Bassi (bandiera) | G     | Marinho Letemahulu |

| N. |                        | Ruolo | Calciatore        |
| -- | ---------------------- | ----- | ----------------- |
| 8  | Paesi Bassi (bandiera) | G     | Zaid El Morabiti  |
| 9  | Paesi Bassi (bandiera) | G     | Joey Ngarigota    |
| 10 | Paesi Bassi (bandiera) | G     | Karim Ajnane      |
| 11 | Paesi Bassi (bandiera) | G     | Brahim El Ajjouri |
| 12 | Paesi Bassi (bandiera) | G     | Abdellah Idlaasri |
| 14 | Paesi Bassi (bandiera) | G     | Remco Bos         |

## Palmarès
- 1 Campionato olandese: 2007/2008
- 1 Supercoppa d'Olanda: 2008